# مافتينج
مافتينج هي مدينة، في ليسوتو، تقع في مقاطعة مافتنغ ، وهي عاصمتها، بلغ عدد سكانها 57,059 نسمة.

## أعلام
- ليهلوهونولو سيما